# Sam Spiegel
Samuel P. Spiegel (ur. 11 listopada 1901 w Jarosławiu, zm. 31 grudnia 1985 na Sint Maarten) – amerykański producent filmowy pochodzenia żydowskiego z Polski.
Urodził się na obszarze ówczesnej Galicji pod zaborem austriackim. W młodości przeniósł się do Wiednia. Mając polskie obywatelstwo wyjechał do Stanów Zjednoczonych. W późniejszych latach formalnie nadal dysponował polskim paszportem, aczkolwiek określał się jako wiedeńczyk. Do końca życia władał też językiem polskim. Był żonaty z Betsy i miał też nieślubnego syna. Zmarł na Karaibach.
Jego pierwszym znaczącym sukcesem była produkcja filmu Historia jednego fraka (1942), a wśród najbardziej znaczących obrazów z późniejszych lat znajdują się Na nabrzeżach (1954), Most na rzece Kwai (1957) i Lawrence z Arabii (1962) oraz Mikołaj i Aleksandra (1971).